# Vorobiivka, Zboriv
Vorobiivka (în ucraineană Воробіівка) este un sat în comuna Vîsîpivți din raionul Zboriv, regiunea Ternopil, Ucraina.

## Demografie
Componența lingvistică a localității Vorobiivka
     Ucraineană (99,61%)
     Alte limbi (0,39%)
Conform recensământului din 2001, majoritatea populației localității Vorobiivka era vorbitoare de ucraineană (99,61%), existând în minoritate și vorbitori de alte limbi.